# قبعة التمريض

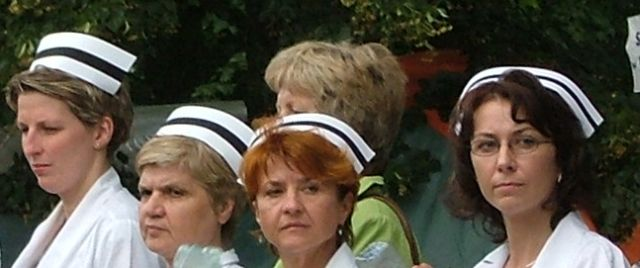
مجموعة ممرضات يرتدين القبعات.

قبعة الممرضة أو قبعة التمريض هي جزء من الزي الموحّد للممرضة، والذي تم طرحه منذ فجر تاريخ المهنة. وكان الهدف الأساسي من ارتداء القبعة هو جعل شعر الممرضة يبدو أنيقًا، ولإضافة لمسة تواضع لمظهرها. هذا ولا يرتدي الممرض الرجل القبّعة.
وفي بعض المدارس، يمثل احتفال القبعات تخرّج مجموعة جديدة من طالبات التمريض، ليبدأن تلقي تدريبهن بالمستشفيات والعيادات.

## معلومات تاريخية
تم استقاء قبعة التمريض من عادة الراهبات وتطوّرت عبر الزمن لتنقسم قبعة الممرضة إلى نوعين:
- القبعة الطويلة، وهي ذلك التصميم الذي يغطي معظم شعر الممرضة
- والقبعة القصيرة، وهي التي تستقر أعلى شعر الممرضة (وتنتشر في شمال أمريكا والمملكة المتحدة).

وكانت فلورنس نايتينجيل أول من ارتدت قبعة التمريض، وكان ذلك في القرن التاسع عشر.
وتم استعمال موديلات مختلفة من القبعات لبيان درجة أقدمية الممرضة. فكلما كانت القبعة طويلة ومكشكشة (ذات ثنايا)، كانت الممرضة من كبار الممرضات.

## المزايا

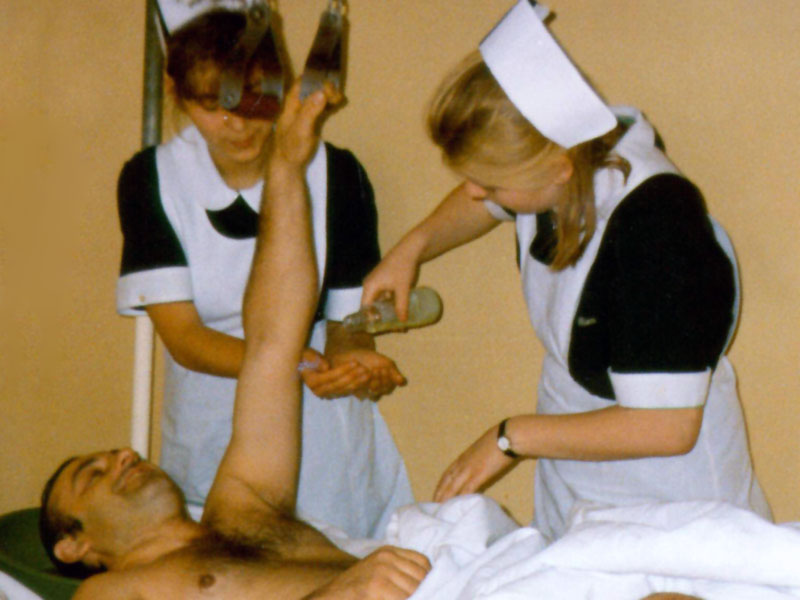
ممرضات، يرتدين زيًا موحدًا يشمل قبعة التمريض، يقدمن الرعاية لأحد المرضى.

تُعد قبعة التمريض رمزًا مميزًا للتمريض في كافة أنحاء العالم تقريبًا. وهو الأمر الذي يسهل المهمة على المريض في التعرف على الممرضة في المستشفى من بين الأعضاء الآخرين للفريق الطبي.

## العيوب
يزعم البعض أن القبعة قد تحمل البكتيريا وبعض العوامل الأخرى المُسببة للأمراض، والتي تنقلها الممرضة بعد ذلك من مريضٍ إلى آخر. بيد أنه يمكن تجنب مثل هذه الحوادث باتباع إجراءات منع العدوى.

## قبّعات الممرضات منذ ثمانينيات القرن الماضي
اختفت قبعة التمريض في المنشآت الطبية في الولايات المتحدة (والعديد من الدول الأخرى) في أواخر ثمانينيات القرن الماضي بالتزامن مع انتشار «ملابس السكرابز» انتشارًا يكاد يكون عالميًا. كما تتطلب دخول الرجال بكثرة في مهنة التمريض زيًا موحدًا للممرض والممرضة كل على حدة. بيد أنه في البلاد النامية لازالت ترتدي الممرضات القبعة، وهذا هو الحال أيضًا في البلاد التي لازالت فيها الممرضة المرأة تمثل أغلبية العاملين في طاقم التمريض. وقد جرت العادة على التقاط صور تخرّج طلاب التمريض وهم يرتدون القبعات.

## صفحات ذات صلة
- زي موحد للممرضات.
- سكرابز.

## وصلات خارجية
- Civilization.ca - Symbol of a Profession: One Hundred Years Of Nurses' Caps